# Anca Brașoveanu
Anca Brașoveanu (* 1985 in Timișoara) ist eine rumänische Pianistin und Klavierlehrerin. Sie lebt und wirkt in Deutschland.

## Leben
Im Alter von sechs Jahren bekam Brașoveanu ihren ersten Klavierunterricht am „Ion Vidu Kunstkollegium“ in Timișoara bei Maniu Roxana. 1999 begann sie ihr Studium bei Maria Bódó an der Musikhochschule Timișoara. 2007 beendete Brașoveanu erfolgreich ihr Klavierstudium an der „Musikhochschule Timișoara“ und arbeitete von 2008 bis 2011 als Assistentin am Lehrstuhl für Korrepetition an der Musikhochschule in Timișoara. Schon während ihres Studium gewann sie zahlreiche nationale Musikpreise.
Im Jahre 2009 absolvierte Anca erfolgreich einen Meisterkurs in Interpretativer Stilistik bei Maria Bódó, und ab 2013 studierte sie an der Hochschule für Musik und Theater München Liedbegleitung in der Meisterklasse von Helmut Deutsch. 2009 gründete Brașoveanu zusammen mit dem Cellisten Nenad Uskokovic das „Duo Classique-ALL“, 2018 veröffentlichten die beiden Künstler das Album „Legacy of the East“ und waren 2019 auf Tournee in Südamerika. Seit 2018 ist Brașoveanu als Solistin der Bayerischen Philharmonie engagiert und arbeitet als Klavierpädagogin.

## Auszeichnungen
- 1996: 2. Platz beim “UFAM International Contest” in Paris
- 2000: 3. Platz bei der „Nationalolympiade für Musik“ in Craiova in der Kategorie Musiktheorie
- 2000 und 2001: 1. Platz beim „Stadtwettbewerb für Barockmusik“
- 2002: 3. Platz bei der „Nationalolympiade für Musik“ in Botoșani
- 2003: 1. Platz bei der „Nationalolympiade für Kammermusik“ in Arad[2]